# Convention sur les effets transfrontières des accidents industriels
La Convention sur les effets transfrontières des accidents industriels est une convention de la Commission économique pour l'Europe des Nations Unies (CÉE-ONU) signée à Helsinki, en Finlande, le 17 mars 1992 et entrée en vigueur le 19 avril 2000. La convention vise à protéger les personnes et l’environnement contre les accidents industriels, en visant à prévenir les accidents, ou à réduire leur fréquence et leur gravité et à atténuer leurs effets si nécessaire.
La Convention aide ses parties (États ou certaines organisations régionales qui ont accepté d’être liées par la convention) à prévenir les accidents industriels qui peuvent avoir des effets transfrontières et à se préparer et à réagir aux accidents s’ils se produisent.
La Conférence des Parties a été constituée en tant qu’organe directeur de la convention lors de sa première réunion à Bruxelles, du 22 au 24 novembre 2000.
Le « Protocole sur la responsabilité civile pour les dommages et l’indemnisation des dommages causés par les effets transfrontières des accidents industriels sur les eaux transfrontières » a été adopté le 21 mai 2003. Ce protocole est un instrument conjoint de la présente Convention et de la Convention sur la protection et l’utilisation des cours d’eau transfrontières et des lacs internationaux.
Lors de sa troisième réunion, en 2004, la Conférence a adopté un programme d’assistance pour aider les pays d’Europe de l’Est, du Caucase et d’Asie centrale et d’Europe du Sud-Est à mettre en œuvre la convention.
Le 4 octobre 2022, l'Ukraine est devenue partie à la convention. 
En novembre 2023, la convention comptait 42 parties, dont l’Union européenne, la Russie et la plupart des autres pays d’Europe, ainsi que l'Arménie, l'Azerbaïdjan et leKazakhstan. Le traité avait été signé mais non ratifié par le Canada et les États-Unis d'Amérique. 